# Kielmeyera anisosepala
Kielmeyera anisosepala là một loài thực vật có hoa trong họ Calophyllaceae. Loài này được Saddi mô tả khoa học đầu tiên năm 1984.